# Lijst van vindplaatsen van fossielen in België
Dit is een lijst van vindplaatsen van fossielen in België. In België waren er anno 2012 drieëndertig gedocumenteerde vindplaatsen van fossielen.

## Tijdvakken

### Cambrium
- Tubize - Oldhamia sp.

### Ordovicium
(485 miljoen tot 443 miljoen jaar geleden)
- Fauquez - Climacograptus sp.

### Devoon
(419,2 miljoen tot 358,9 miljoen jaar geleden)
- Baileux
- Barvaux - Athyris cf. murchisoni, Cyathaxonia cornu, Cyrtospirifer brodi, cyrtospirifer grabaui, Cyrtospirifer malaisei, Cyrtospirifer monticolaformis, Cyrtospirifer syringothyriformis, yrtospirifer verneuili, Cyrtospirifer? sp., Douvillina interstrialis, Gastropoda indet., Leptaena rhomboidalis, Macgeea bouchardi, Orthoceras sp., Parapugnax brecciae, Productella subaculeata, Ptychomaletoechia omaliusi, Schizophoria striatula, Spinatrypa occidentalis, Stappersella truncata, Xystostrophia umbracula, Paraconularia tubericosta[bron?]
- Beauchateau-steengroeve
- Boussu-en-Fagne - meerdere brachiopoden en Buchiola palmata ook meerdere Rugosa zoals de Acervularia en de Hexagonaria alsmede talrijke takachtige Tabules zoals Alveolites en Thamnopora, Atrypa reticularis, Athyris concentrica.[bron?]
- Couvingroeve - Leptaena sp., Bradocryphaeus cf. neptuni, Bradocryphaeus maillieuxi, Bradocryphaeus neptuni, Bradocryphaeus sp., Goldius angusticalix, Cornuproetus cornutus[1][2]
- Erquelinnes
- Foisches - Calceola sandalina, Athyris concentrica, Productella subaculeata en uit de groep van polypiers de Alveolites, Cyathophyllum, Favosites en Heliolites.[bron?]
- Frasnes - Stromatactis, Favosites en Hexagonaria. o.a. een mooi stuk Hexagonaria davidsoni[bron?]
- Hotton
- Groeve Grimbiémont (Marche-en-Famenne)
- Moresnet
- Nismes
- Olloy-sur-Viroin - Acrospirifer speciosus, Atrypa reticularis, Hypothyridina sp., Aulacella prisca ook zeeleliestengels en koralen, Calceola sandalina, bryozoa Fenestella.[bron?]
- groeve van Senzeilles -

### Carboon
(358,9 miljoen tot 298,9 miljoen jaar geleden)
- Terril Beringen-mijnen
- Cuesmes - Laveineopteris tenuifolia
- Elouges - Bothrodendron sp., Knorria sp., Lepidodendron aculeatum, Lepidophloios sp., Sigillaria elongata , Sigillaria (favularia) sp., Stigmaria ficoides, Syringodendron sp., Pecopteris sp., Alethopteris sp., Eusphenopteris sp., Mariopteris muricata, Asterophyllites grandis, Asterophyllites sp., Calamites sp., Calamites suckowii[bron?]
- Sprimont ondercarboonontsluitingen in steengroeves in het Ourthedal

### Jura
(201.3 miljoen tot 145.5 miljoen jaar geleden)
- Halanzy - ammonieten en belemnieten

### Krijt
(145,5 miljoen tot 65,5 miljoen jaar geleden)
- Bernissart - Iguanodon bernissartensis, Mantellisaurus atherfieldensis, Altispinax dunkeri, Bernissartia, Anteophthalmosuchus, Chitracephalus dumonii, Peltochelys, Peltochelys duchastelli, Chitracephalus dumoniiduchastelli, Amfibiën - Hylaeobatrachus croyi,Vissen - Coccolepis macropterus Traquair, Microdon radiatus Agassiz, Mesodon bernissartensis, Amiopsis Dolloi Traquair, Lepidotes bernissartensis Traquair, Lepidotes brevifulcratus, Lepidotes arcuatus Traquair, Scheenstia mantelli, Notagogus parvus, Belonostomus sp, Anaethalion robustus, Pholidophorus obesus, Pholidophorus sp, Leptolepis formosus, Leptolepis attenuatus, Leptolepis brevis, Pachythrissops vectensis, Ophiopsis penicillatu, Callopterus insignis, ongewervelden - Hylaeoneura lignei, Ascarites gerus, Ascarites priscus, Digenites proteus, planten - Conites minuta, Alethopteris sp., Lonchopteris sp., Equisetites sp., Taeniopteris sp., Sagenopteris mantelli, Adiantites sp., Onychiopsis mantell, Cladophlebis dunkeri, Soort Weichselia mantelli, Laccopteris dunkeri, Matonidium goepperti, Gleichenia sp., Gleichenites sp., Sphenopteris sp., Sphenopteris fittoni, Sphenopteris delicatissima, Pecopteris sp.[3]
- Vroenhoven - Hemiaster prunella
- Eben-Emaelgroeve - Belemnitella junior, Belemnitella sp., Acutostrea uncinella, Acutostrea? uncinella, Entolium membranaceum, Limatula sp., Neithea striatocostata, Neithea (Neithea) regularis, Panopea gr. mandibula, Pseudolimea sp., Pycnodonte vesicularis, Spyridoceramus tegulatus, Carneithyris subcardinalis, Isocrania sendeni, Trigonosemus pectiniformis, Omoiosia lepida, 'Tubulipora' parasitica, Balantiostoma pusillum, Callopora cf. tegulata, cf. Pustulipora rustica, cf. Thyracella vigeliusi, Eschara jussieui, Eschara peyssonelli, Escharifora papyracea, Escharifora quoyiana, Floridina ?trilobata Floridina, Floridina trilobata, Floridina sp., Grammascosoecia dichotoma, Herpetopora cf. laxata, Hoplitaechmella deshayesi, Lopholepis cf. radians, Mecynoecia benedeniana, Onychocella cyclostoma, Onychocella koninckiana, Onychocella spinifera, Onychocellaria rhombea, Stamenocella marlierei, Stichopora pentasticha, Thyracella meudonensis, cervulina cretae, Nonionella troostae troostae, Osangularia sp., Pararotalia cf. tuberculifera, Textularia agglutissima , Otostoma retzii, Voluta deperdita, Arcoscalpellum mosense, Arcoscalpellum sp., Binkhorstia ubaghsii, Calantica (Scillaelepas) darwiniana, Cretiscalpellum glabrum, Mesostylus faujasi, Virgiscalpellum cf. darwinianum, Virgiscalpellum radiatum, Spongicythere celleporacea, Thalassocharis bosqueti, Filogranula cincta , Pyrgopolon mosae mosae, Gyrolithes davreuxii, Lepidenteron lewesiensis, Archaeolamna kopingensis, Centrophoroides appendiculatus, Cretalamna appendiculata, Palaeohypotodus bronni, Plicatoscyllium minutum, Protolamna borodini, Pseudocorax affinis, Serratolamna serrata, Squalicorax pristodontus, Squatina hassei, Coupatezia fallax , Ganopristis leptodon, Rhombodus binckhorsti, Catopygus fenestratus, Catopygus subcircularis, Diplodetus ?duponti, Diplodetus sp., Faujasia apicalis, Gauthieria pseudoradiata, Hemiaster koninckanus, Hemipneustes striatoradiatus, Leymeriaster eluvialis, Leymeriaster maestrichtensis, Procassidulus lapiscancri, Rhyncholampas macari , Rhynchopygus marmini, Apateodus ?corneti, Cyranichthys jagti, Enchodus sp., Pachyrhizodus sp., Glyptochelone suyckerbuyki, Mosasaurus hoffmanni, Eutrephoceras depressus[bron?]
- Grez-Doiceau-groeve[bron?]
- Haccourt - Echinocorys gr. conoidea, Eutrephoceras sp., cf. Prognathodon solvayi, Platecarpus sp., Allopleuron hofmanni, Allopleuron sp., Apuliadercetis indeherbergei, Cardiaster granulosus, Cardiaster rutoti , Diplodetus duponti, Diplodetus parvistella, Diplodetus sp , Echinocorys gr. conoidea, Echinocorys gr. pyramidata, Echinocorys limburgica, Echinogalerus? hemisphaericus, Gauthieria pseudoradiata, Hemiaster koninckanus, Nucleopygus scrobiculatus, Oolopygus pyriformis, Rhyncholampas macari, Carcharias aff. gracilis, Lepidenteron lewesiensis, Thalassotaenia debeyi, Perissoptera emarginulata, Carneithyris Carneithyris subcardinalis, Cretirhynchia woodwardi, Hoploscaphites constrictus constrictus, Atreta nilssoni, Gryphaeostrea canaliculata, Pycnodonte vesicularis, Spyridoceramus tegulatus, Belemnitella Belemnitella junior, Belemnitella junior, Belemnitella lwowensis[bron?]

### Eoceen
(55,8 miljoen tot 33,9 miljoen jaar geleden)
- Balegem - Abdounia recticona, Galeocerdo latidens, Hypotodus verticalis, Jaekelotodus robustus, Jaekelotodus trigonalis, Otodus auriculatus, Striatolamia macrota, Xiphodolamia ensis, Albula sp., Eotrigonodon sp., Pycnodus sp.[bron?]
- Egem - vier haaientanden onbekend[bron?] en Orthocardium subporulosum, Ostrea multicostata Deshayes, Nummulites planulatus, Abdounia beaugei, Brachycarcharias lerichei, Foumtizia pattersoni, Galeorhinus ypresiensis, Heterodontus vincenti, Hypotodus verticalis, Isurolamna affinis, Jaekelotodus robustus, Nebrius thielensi, Odontaspis winkleri Leriche, Otodus ? subserratus, Otodus aksuaticus, Otodus auriculatus, Otodus obliquus, Otodus subserratus, Physogaleus secundus, Premontreia degremonti, Premontreia gilberti, Scoliodon sp., Scyliorhinus n.sp., Squalus sp., Striatolamia macrota, Xiphodolamia ensis, Leidybatis jugosus, Myliobatis sp., Pristis propinquidens, Ostracion cf. meretrix, Palaeophis sp..[bron?]
- Knokke - Venericor planicosta, Brachycarcharias lerichei, Carcharodon carcharias, Cosmopolitodus hastalis, Galeocerdo latidens, Hypotodus verticalis, Isurolamna affinis, Jaekelotodus robustus, Otodus auriculatus, Physogaleus secundus, Striatolamia macrota, Xiphodolamia ensis, Pristis lathami, cf. Gadus morhua.[bron?]
- Geosite Goudberg Hoegaarden - aanleg HST Cypres Glyptostrobus sp aangetroffen.
- kust voor Zeebrugge -[4]

### Plioceen
(5,332 miljoen tot 2,588 miljoen jaar geleden)
- kust voor Zeebrugge -
- bouwputten voor haven te Kallo - haaientanden, botten van zeezoogdieren en steenkernen van mollusken en diverse brachiopoden.
- Bilzen-Rijkhoven

### Mioceen
- Antwerpen, afvalhopen van de metroaanleg[5]

### Pleistoceen
(2,588 miljoen jaar tot 11.500 jaar geleden)
- Spy - Homo spyensis gevonden in 1886 (40 000 jaar oud).